# Xanthoparmelia cedrus-montana
Xanthoparmelia cedrus-montana är en lavart som beskrevs av Brusse. Xanthoparmelia cedrus-montana ingår i släktet Xanthoparmelia och familjen Parmeliaceae.   Inga underarter finns listade i Catalogue of Life.